# Фащевка (Перевальский район)
Фа́щевка (укр. Фащівка) — посёлок, относится к Перевальскому району Луганской области Украины. Находится под контролем самопровозглашенной Луганской Народной Республики.

## Географическое положение
К юго-западу от населённого пункта проходит граница между Луганской и Донецкой областями. Не путать с соседним одноимённым населённым пунктом Фащевкой, которая относится к Антрацитовскому району и соседствует с посёлком на юго-востоке. Также с ним соседствуют: посёлки Миус, Чернухино, Круглик на северо-западе, Городище, Центральный, Софиевка, сёла Малоивановка на севере, Адрианополь и Уткино на северо-востоке, посёлки Комендантское, Запорожье и село Артёма на востоке; село Круглик в Донецкой области на западе.
Близ поселка находится исток р. Миус, которая протекает территорией РФ и впадает в Азовское море.

## История
Основана в 1795 году как казенное поселение, входила в состав Славяносербского уезда Екатеринославской губернии.
Во время Великой Отечественной войны в 1942—1943 гг. поселение было оккупировано немецкими войсками.
С 1958 года — посёлок городского типа.
С 1922 по 1965 годы территория поселения входила в состав Ворошиловского района, в январе 1965 года была включена в состав Перевальского района Луганской области.
По состоянию на начало 1968 года здесь действовали два шахтоуправления, профессионально-техническое училище, средняя школа, школа рабочей молодёжи, больница на 50 коек, библиотека и два клуба.
По состоянию на начало 1977 года крупнейшим предприятием посёлка являлась центральная обогатительная фабрика, основой экономики была добыча каменного угля.
В январе 1989 года численность населения составляла 6295 человек.
В мае 1995 года Кабинет министров Украины утвердил решение о приватизации находившегося здесь филиала дизелестроительного завода им. Кирова объединения "Юждизельмаш".
В сентябре 2012 года Кабинет министров Украины утвердил решение о приватизации находившейся здесь шахты "Фащевская".
На 1 января 2013 года численность населения составляла 4746 человек.
С весны 2014 года — в составе непризнанной Луганской Народной Республики.

## Транспорт
Железнодорожная станция Фащевка на линии Чернухино — Заповедное, от которой ходят по две пары пригородных поездов на Дебальцево и Красную Могилу

## Местный совет
94344, Луганская обл., Перевальский р-н, пгт. Фащевка, ул. Московская, 1